# Phragmatobia fumosa
Phragmatobia fumosa là một loài bướm đêm thuộc phân họ Arctiinae, họ Erebidae.